# Cova de Joncadella
La Cova de Joncadella és una cova que acollia la imatge de la Verge de Joncadella, a ponent del santuari al municipi de Sant Joan de Vilatorrada (Bages). És un petit forat reforçat i condicionat que avui acull una imatge que reprodueix l'original. Segons la tradició que repeteix el model de les tradicions sobre les Mares de Déu trobades, la imatge de la Verge fou trobada per uns pastors en aquesta cova i envoltada de joncs; així el topònim de "Jontahella" data ja del segle xi i el lloc fou centre d'una important devoció mariana durant tota l'època medieval i moderna. L'any 1748 començà a construir-se el nou Santuari, l'hostatgeria així com la cova i el condicionament del lloc.L'entrada és formada per un arc de mig punt rebaixat fet amb dovelles irregulars que sosté un mur que reforça el marge. Aquest arc és tancat per una paret arrebossada que fa arc de mig punt i a partir d'una porta de reixa és visible l'interior.